# بريت ويزنر
بريت ويزنر (بالإنجليزية: Brett Wiesner)‏ (12 مايو 1983 بسانت لويس بارك في الولايات المتحدة - 5 يوليو 2014 بأوكونومووك ليك في الولايات المتحدة) هو لاعب كرة قدم أمريكي في مركز الهجوم. شارك مع منتخب الولايات المتحدة تحت 20 سنة لكرة القدم ومنتخب الولايات المتحدة الوطني لكرة قدم الصالات. أما مع النوادي، فقد لعب مع Seattle Sounders (1994–2008) ‏ وميلواكي وايف ونادي بان.

## وصلات خارجية
- بريت ويزنر على موقع قاعدة بيانات كرة القدم.إي يو (الإنجليزية)